# Katnira Bello
Katnira Bello (Ciudad de México, 1976) es una artista visual mexicana. Su obra se basa en procesos conceptuales que culminan en piezas de arte acción/performance, fotografía y video. A la par de su trabajo como artista ha colaborado en la gestión y desarrollo de diversos proyectos culturales, combinando labores curatoriales, organizativas, museográficas, administrativas y editoriales.

## Datos biográficos y formación
Katnira Samantha Bello Enríquez nació en la Ciudad de México en 1976. Es licenciada en Comunicación Gráfica por la Escuela Nacional de Artes Plásticas, UNAM. Inició su carrera artística en 1995. El eje medular de su obra es el entorno cultural, social, político, espacio- temporal. Su búsqueda abarca lo intimista; la reconstrucción o reinvención de la memoria; cuestionamientos sobre género y sensualidad; crítica social y política; así como la recontextualización de objetos o palabras.  Para Katnira “el acto creativo se trata de un juego múltiple donde cada opción probable equivale a un tiro de dados. Puntos de intersección o dispersión, ahí donde una idea llegó a término podrían iniciar diez más”.

## Obra artística

### Fotografía
Su proyecto fotográfico más conocido es la serie Juillet 1976. Donde cuestiona el papel de objeto de deseo, regularmente el sujeto femenino, convirtiéndole en deseante del cuerpo masculino; jugando con las convenciones de imagen y género en la fotografía erótica. Ahí se conjuntaron sus intereses personales de creación y estudio. El detonador creativo fue el azar al encontrar una revista de fotografía que coincidía con su fecha de nacimiento y entonces tuvo el deseo de producir una serie relacionada con sensualidad y deseo a partir de ella.

### Exposiciones individuales
- Tejiendo a tres hilos. Nurui Colectivo. Casa Vecina. Octubre 2015[8]
- Juillet 1976. PuNcTuM Galería. Junio 2015[9]
- Juillet 1976. Casa del Tiempo. UAM. Julio 2012.[10]
- En-tendernos. Casa de  Cultura Raúl Anguiano. Octubre 2001.[1]

### Exposiciones colectivas
Ha participado en Foto Museo Cuatro Caminos (2015); en Casa del Lago, UNAM (2014); Arte Emergente, Bienal Nacional Monterrey (2012); Feria Internacional de Libros de Artista, Fotoseptiembre; Nippon International Video Art Festival, Tokio, Japón (2007); Encuentro Nacional de Arte Joven, Aguascalientes; Art Fuku Masu, Muestra Internacional, Nagano, Japón (2002); Bienal Internacional de Poesía Visual, Museo del Chopo (1998), entre otras.

### Performance y Arte Acción
Algunas de sus acciones más sobresalientes son:
- La calle me habló pero no era mi idioma. Promptus, Intercambio de Performance Brasil – México. Sesc Santo Amaro, Sao Paulo, Brasil. Enero 2014.[18]
- Healing Ritual for Artistic Projects. Banff Centre, Alberta, Canadá. Octubre 2013[19]
- Tribute to the Night. European Night Festival. Korpilombolo, Pajala. Norbotten, Suecia. Diciembre 2011.
- Drawed with roses. RIAP 2010. Rencontre Internationale d’Art Performance de Quebec. Quebec, Canadá. Septiembre 2010.[20]
- Lei moi. RIAP 2010. Rencontre Internationale d’Art Performance de Quebec, Chicoutimi, Canadá. Septiembre 2010.[20]
- Waiting. VIVA ART! International Performance Art Festival. Montreal, Canadá, septiembre de 2009.[21]
- Salsa para ti / Love letters / Fascination Street 1 / Fascination Street 2. NIPAF’09.  Nippon   International Performance Art Festival. Tokio, Nagano, Yokohama, Konosu. Japón. Febrero 2009.[22]
- Untitled; Peace; Badom!; Drum-me  6.º Festival Internacional de Performance de Japón. (6th NIPAF) Tokio, Kyoto, Nagano y Nagoya. Julio - agosto de 2001.[1]
- Texto Virtual sin dedicatoria, 5.º Concurso Nacional de Performance. Ex Teresa Arte Alternativo, octubre de 1996.[23]

## Curaduría
- Arte vivo - Ciclo de performance: taller de arte acción, performance e intervención del espacio, del 19 al 21 de noviembre de 2014, GAALS Culiacán, Sinaloa
- “Y subsiste la distancia…” Ciclo de performance en relación con la exposición Superficies del Deseo, Museo Universitario Arte Contemporáneo, MUAC, UNAM. 2010
- “Primer ciclo de arte acción en el INDEX” MUAC, Auditorio Museo Universitario Arte Contemporáneo, UNAM. 2009-2010
- “Dislocaciones Perfomáticas”.  Primer ciclo de performance en el MUAC, Museo Universitario Arte Contemporáneo, MUAC, UNAM, 2009.

## Premios, becas y distinciones
Ha tenido varias residencias artísticas:   
- Residencia Artística Promptus en Sesc Santo Amaro. Sao Paulo, Brasil. Enero 2014.[24]
- Residencia Artística en Banff Centre, Canadá. Programa de Residencias Artísticas FONCA- CONACYT, México-Canadá, 2012
- Residencia Artística. PAIN. Norbotten, Suecia, noviembre-diciembre de 2011.[25]

Así mismo ha sido beneficiaria de becas como la del Programa Jóvenes Creadores con el proyecto fotográfico “Julliet 1976”, FONCA CONACULTA, 2008-2009. 
Ha obtenido premios como el Segundo lugar del Concurso Nacional Terminemos el Cuento Mi mamá me ama, Segunda emisión. Publicado en el número 336 de La Gaceta del Fondo de Cultura Económica, FONCA, UNION LATINA, FCE, noviembre de 1998. y el Premio Especial del Jurado, 5.º Concurso Nacional de Performance, Ex Teresa Arte Alternativo, octubre de 1996.

## Otras aportaciones
A la par de su trabajo artístico también realiza trabajo creativo de diseño relacionado con las artes. Algunos ejemplos de ello son su colaboración en el diseño web de la colección de discos interactivos de la Serie Documental Mujeres en Acción, así como de la Serie Performance en México, ambas investigaciones-compilaciones de Josefina Alcázar. Al igual que el diseño y edición del libro Los dibujo del conejo / los volantes del conejo de Víctor Sulser.  Igualmente colaboró en la edición del catálogo fotográfico f.isura de Antonio Juárez.
Desde 2005 ha impartido cursos y talleres especializados de historia, teoría y práctica de arte en espacios como Escuela de Pintura, Escultura y Grabado “La Esmeralda; MUAC. Museo Universitario de Arte Contemporáneo. UNAM; Centro Cultural Tlatelolco; Casa Vecina. Fundación Centro Histórico; Alas y Raíces para Niños. CONACULTA; Ex Teresa Arte Actual; Reclusorio Varonil CERESOVA; Museo de Arte Moderno; La Colección JUMEX y diversos espacios comunitarios.
Otro aspecto de su trabajo ha sido la coordinación de exposiciones, conferencias y talleres, así como programas de difusión de obras literarias, visuales, escénicas, musicales y cinematográficas. Ha participado en el programa Artes por todas partes y en Itinerarte joven, ambos de la Secretaría de Cultura del GDF. Así mismo participó en la Escuela Nacional de Artes Plásticas de la UNAM: en la creación del Cine Club en 1997; en la apertura, organización y dirección de la Galería Alternativa entre 1997 y 1998,  y en el grupo AGAVE,  Agrupación de Arte y Vínculos Estudiantiles para promover la creación y participación cultural, entre los años 1997 y 1998; y en la planeación y organización del Primer Festival Interdisciplinario de la ENAP en 1998.